# Abtbischof
Ein Abtbischof ist ein Abt, der auch die Bischofsweihe empfangen hat. Er ist als Abt der Leiter einer Abtei und meistens gleichzeitig als Bischof der Leiter eines Bistums. Im frühen Christentum in Europa gab es auch Abteien, deren Äbte den Bischofsrang hatten, ohne einem Bistum oder einer Territorialabtei vorzustehen.
Diese Art der Ämterverschmelzung gibt es heute selten – allenfalls ist sie in der Mission noch üblich.
Dementsprechend ist ein Abtbischof:
- ein Abt, der Bischof eines Bistums ist, oder
- ein Abt, der Titularbischof ist.

Ein Abt einer Territorialabtei ist gewöhnlich kein Abtbischof. Er hat zwar die Jurisdiktionsgewalt eines Bischofs, nicht aber dessen Weihegewalt. Allerdings gibt es Territorialabteien (Pieterburg, Tokwon, Lindi, Peramiho und Maurice), bei denen es üblich ist oder war, dass der Papst mehrere Äbte kurz nach der Wahl zu Titularbischöfen erhebt bzw. erhob. Häufig handelte es sich um Teilkirchen in der Mission. Heutzutage werden hierfür aber eine Mission sui juris, eine Apostolische Präfektur oder ein Apostolisches Vikariat errichtet. Aber auch diese werden meist von Ordensgeistlichen geleitet.